# Forteresse de Sillana
La forteresse de Sillana (en italien : Rocca Sillana), est une puissante fortification datant du XIIe siècle  située dans la ville de Pomarance, dans la province de Pise en Toscane,.

## Historique
La forteresse, visible de très loin, domine majestueusement le sommet d'une colline à 530 m d'altitude, dans une position privilégiée du point de vue militaire. Elle permet en effet le contrôle stratégique du Val di Cecina (it) et des vallées qui y sont reliées, un territoire très vaste qui comprend de grandes portions des provinces de Pise, Sienne et Grosseto.
La légende, également en raison du nom, voudrait faire remonter l'origine de la forteresse à la Seconde guerre civile entre Marius et Sylla. Selon cette hypothèse légendaire, le nom de la forteresse de Silla dérive du nom du général romain Lucius Cornelius Silla. Selon les hypothèses les plus accréditées, la forteresse aurait été construite vers le XIIe siècle. Elle appartenait aux évêques, puis à la commune de Volterra qui se disputèrent longtemps ces territoires, elle sera ensuite agrandie selon un projet de Giuliano da Sangallo au XVe siècle lorsque Pomarance passa sous la juridiction de la république de Florence qui l'avait prise à la république de Pise.
La fortification est restée abandonnée pendant des siècles. En 1985 ont commencé les fouilles archéologiques. Cependant, une utilisation antérieure du relief rocheux à l'époque romaine ne peut être exclue. En effet, il existe aujourd'hui dans la zone de nombreuses découvertes archéologiques qui confirmeraient que ce territoire a été habité depuis des époques plus reculées : la découverte de monnaies romaines de l'époque de Sylla, la découverte de nombreuses tombes des périodes villanovienne et étrusque (une qui était une tholos du Ve siècle av. J.-C.), la découverte d'un tombeau hellénistique datant du IVe siècle av. J.-C. et la découverte d'une épigraphe funéraire latine trouvée à quelques centaines de mètres de la Rocca Sillana.
Les travaux de restaurations entrepris depuis permettent sa visite.

## Galerie

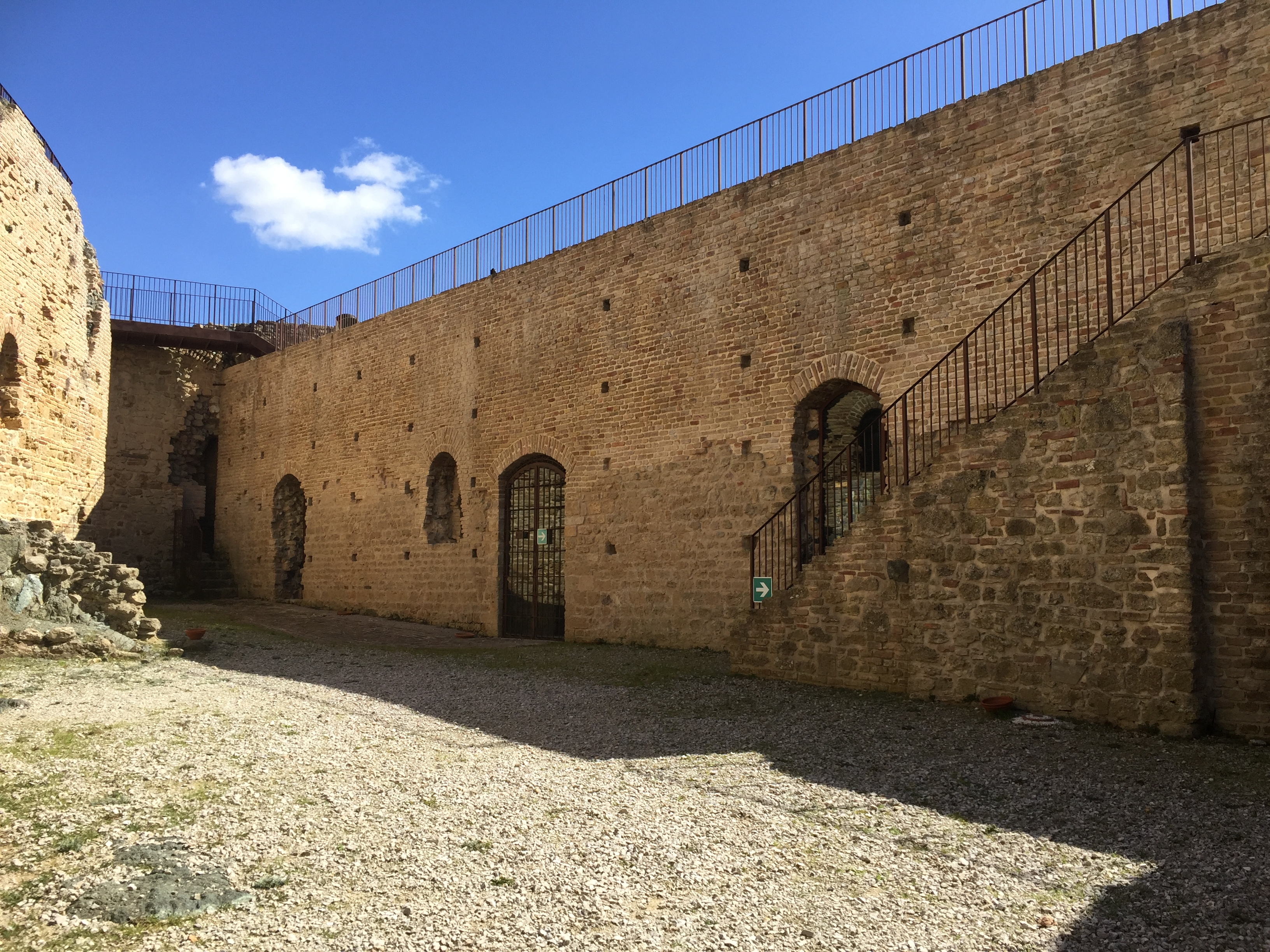
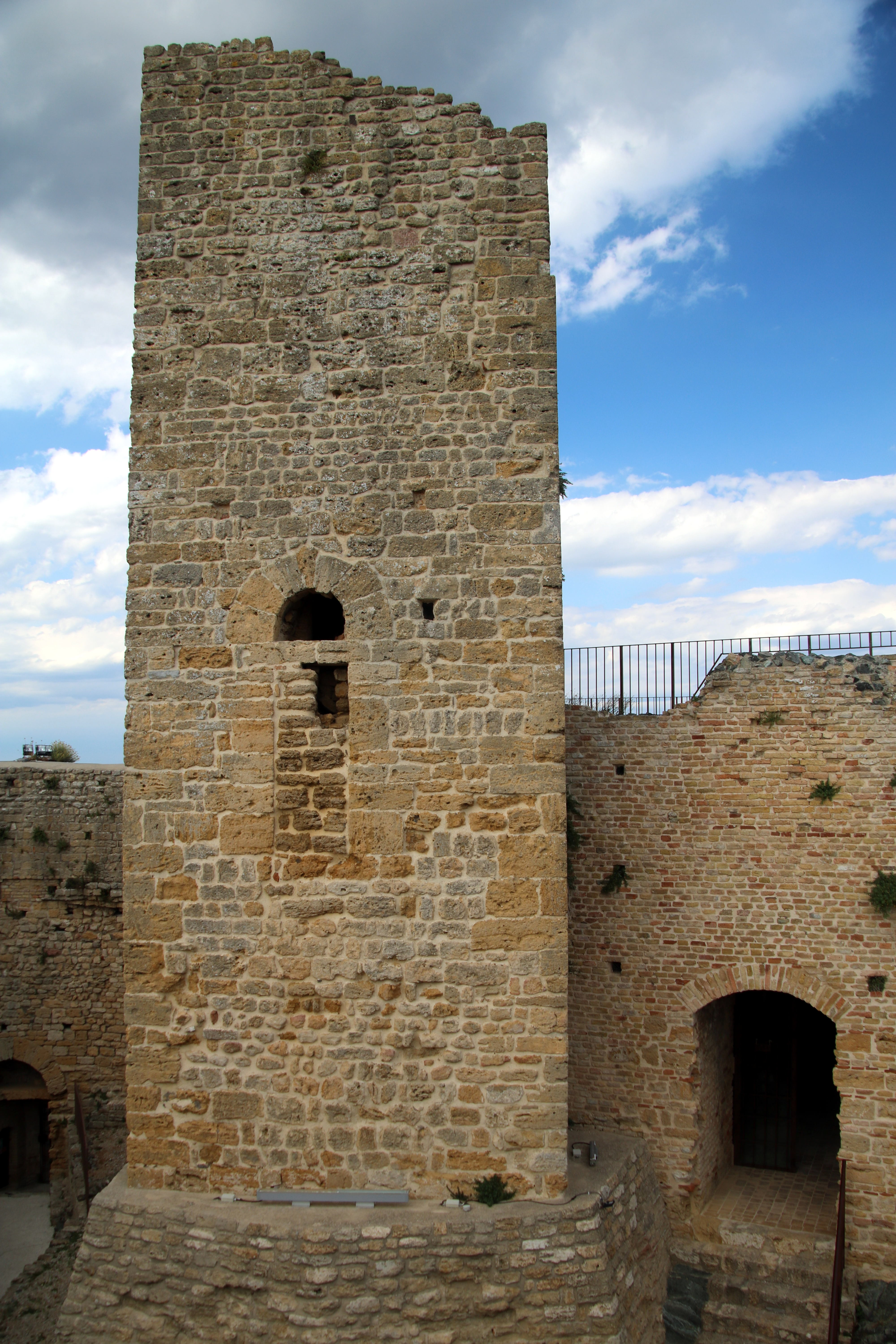
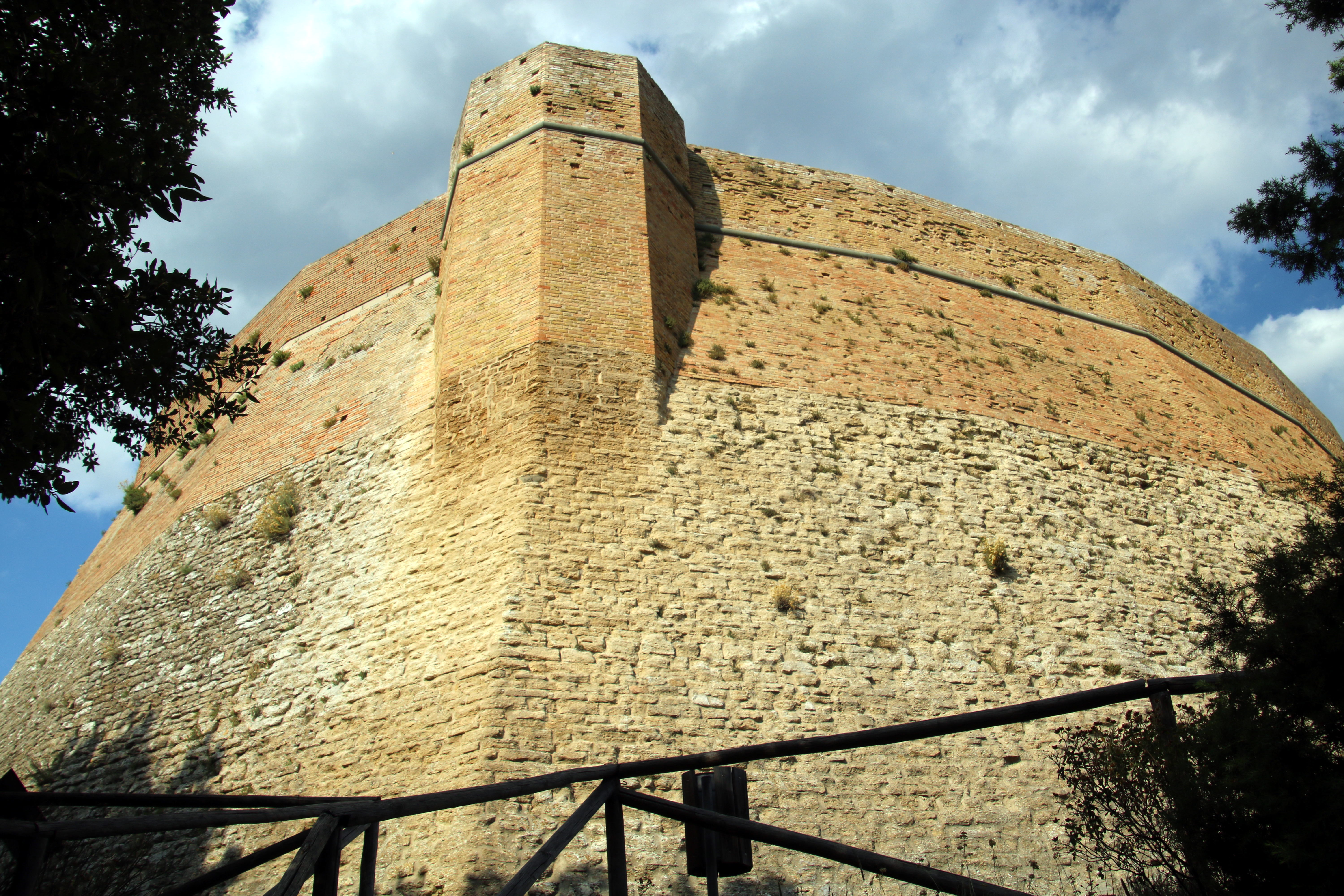
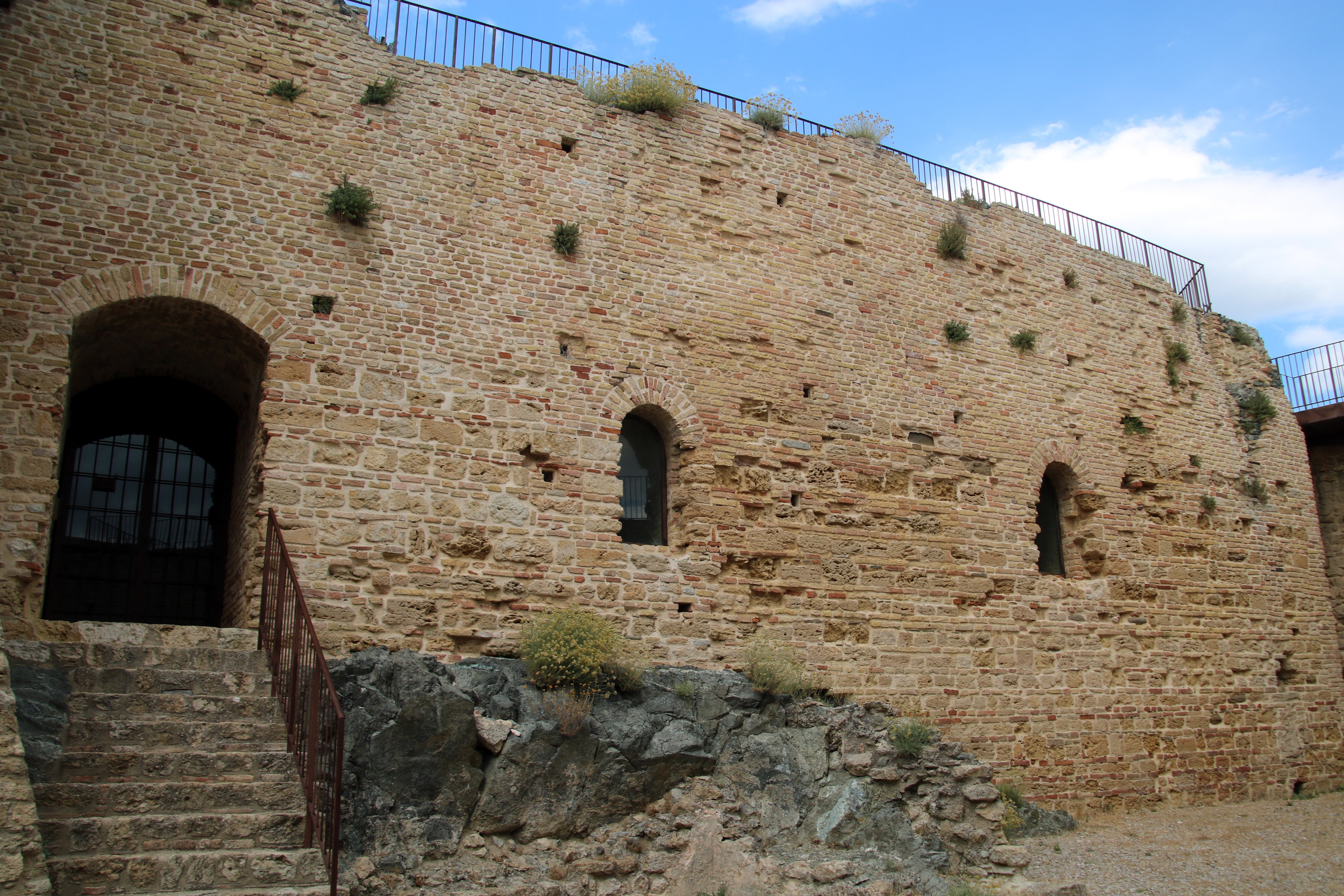